# 彼得·斯克尔索普
彼得·乔舒亚·斯克尔索普，AO，OBE（英語：Peter Joshua Sculthorpe，1929年4月29日—2014年8月8日），澳大利亚作曲家。生于塔斯马尼亚岛的朗塞斯顿，7岁起写作音乐。早年曾在澳大利亚本土学习音乐经营商店，后在牛津大学师从作曲家埃贡·韦勒斯和埃德蒙·鲁布拉，回国后在悉尼大学任教。后又任耶鲁大学驻校作曲家。斯克尔索普的音乐以广泛吸收澳大利亚原住民、日本、东南亚的传统音乐风格为显著特征，也有关注环保的题材。被誉为自珀西·格兰杰后澳大利亚最具代表性的重要作曲家。